# Флерден
Флерден (нім. Flerden) — громада  в Швейцарії в кантоні Граубюнден, регіон Віамала.

## Географія
Громада розташована на відстані близько 155 км на схід від Берна, 20 км на південний захід від Кура.
Флерден має площу 6,1 км², з яких на 4,1% дозволяється будівництво (житлове та будівництво доріг), 49,9% використовуються в сільськогосподарських цілях, 30,8% зайнято лісами, 15,2% не є продуктивними (річки, льодовики або гори).

## Демографія
2019 року в громаді мешкало 247 осіб (+7,9% порівняно з 2010 роком), іноземців було 4%. Густота населення становила 41 осіб/км².
За віковим діапазоном населення розподілялося таким чином: 27,9% — особи молодші 20 років, 53,4% — особи у віці 20—64 років, 18,6% — особи у віці 65 років та старші. Було 97 помешкань (у середньому 2,5 особи в помешканні).
Із загальної кількості 74 працюючих 40 було зайнятих в первинному секторі, 5 — в обробній промисловості, 29 — в галузі послуг.